# 노승환 (가수)
노승환(1985년 2월 2일~)은 대한민국의 남자 가수이자 더 넛츠 멤버이다.

## 학력
- 일산동고등학교 (졸업)
- 단국대학교 생활음악학과 (졸업)
- 명지대학교 통합치료대학원 음악치료학과 (졸업)